# Madias Nzesso
Madias Dodo Nzesso Ngake (ur. 20 kwietnia 1992 w Duali) – kameruńska sztangistka, brązowa medalistka igrzysk olimpijskich.

## Kariera
Na igrzyskach olimpijskich w Londynie w 2012 roku wywalczyła brązowy medal w wadze ciężkiej. W zawodach tych wyprzedziły ją tylko Hiszpanka Lidia Valentín i Abir Abdulrahman z Egiptu. Pierwotnie Nzesso zajęła szóste miejsce, jednak w 2016 roku zdyskwalifikowane za doping zostały Swietłana Podobiedowa z Kazachstanu (1. miejsce), Rosjanka Natalja Zabołotna (2. miejsce) oraz Iryna Kulesza z Białorusi (3. miejsce), a brązowy medal przyznano Kamerunce. Był to jej jedyny start olimpijski.